# Baibei
Baibei är en socken i Kina. Den ligger i provinsen Jiangxi, i den sydöstra delen av landet, omkring 98 kilometer söder om provinshuvudstaden Nanchang. Antalet invånare är 11 501. Befolkningen består av 5 402 kvinnor och 6 099 män. Barn under 15 år utgör 27,0 %, vuxna 15-64 år 66 %, och äldre över 65 år 6,0 %.
Runt Baibei är det ganska tätbefolkat, med 185 invånare per kvadratkilometer. Närmaste större samhälle är Tielu, 14,0 km nordväst om Baibei. I omgivningarna runt Baibei växer huvudsakligen savannskog.
Genomsnittlig årsnederbörd är 2 267 millimeter. Den regnigaste månaden är juni, med i genomsnitt 364 mm nederbörd, och den torraste är oktober, med 22 mm nederbörd.